# Comté de Crémone
 (mai 2019).
Si vous disposez d'ouvrages ou d'articles de référence ou si vous connaissez des sites web de qualité traitant du thème abordé ici, merci de compléter l'article en donnant les références utiles à sa vérifiabilité et en les liant à la section « Notes et références ».
Le comté de Crémone (en italien Contado di Cremona) est un fief impérial de 1509 à 1786, à Crémone.